# موتور حمزة أشرف زادة (أرزوئية)
موتور حمزة أشرف زادة (بالإنجليزية: Mowtowr-e Hamzeh Ashrafzadeh)‏ هي منطقة سكنية تقع في إيران في Arzuiyeh Rural District. يقدر عدد سكانها بـ 54 نسمة .